# Populistpartiet
Populistpartiet (eng. the Populist Party; även kallat the People's Party, jfr populus), en politisk partibildning i USA. Partiet kom fram ur en på 1870-talet framträdande rörelse bland särskilt de västra och södra staternas bönder, som kännetecknades av krav på socialradikal lagstiftning mot trusterna och till de mindre jordbrukarnas förmån. 
Till en början gjorde sig denna rörelse märkbar inom båda de gamla politiska partierna, republikaner och demokrater, men från 1890 höjdes inom farmarföreningarna (såsom National farmers' alliance and industrial union, National farmers' alliance med flera) kravet på organisering av ett självständigt tredje parti. 
Ett sådant kom till stånd i Kansas och fick en hela unionen omfattande organisation 1892. Det då konstituerade Populistpartiet, vars kärna utgjordes av småbrukare och industriarbetare, krävde fri myntning av silver, 8 timmars arbetsdag, progressiv inkomstskatt, jordreform, förstatligande av järnvägar samt av telegraf och telefon, folkomröstningar med mera. 
Partiet samlade vid presidentvalet 1892 över en miljon röster och fick 22 presidentelektorer valda. Det samverkade vid presidentvalen 1896 och 1900 med demokraterna med William Jennings Bryan som gemensam kandidat. Populistpartiet minskade dock snabbt under samarbetet genom att de flesta anhängare istället återvände till de gamla partierna och sökte radikalisera dessas program istället, särskilt i fråga om lagstiftning mot trustväsendets överdrifter.